# Sascha Oliver Bauer
Sascha Oliver Bauer (* 1. August 1979 in Heidelberg; † 26. November 2024) war ein deutscher Regisseur, Schauspieler, Synchron- und Hörspielsprecher und Kulturmanager.

## Leben
Sascha Bauer war Sohn einer Opernsängerin. Bauer erhielt seine Schauspiel- und Regieausbildung in Deutschland und Wien, wo er diese auch abschloss. Danach studierte er Kulturmanagement an der Universität Wien, Institut für Theater-, Film- und Medienwissenschaften. Er erhielt eine Gesangsausbildung u. a. bei Roberta Cunningham und Jack Poppell. Bis zur Spielzeit 2010 war er festes Ensemblemitglied am Hessischen Landestheater Marburg und war dort zeitweise in der Direktion tätig.
Theaterstationen waren neben Wien, Berlin, Hamburg, München, Mannheim, Darmstadt, Karlsruhe, Bamberg oder dem Deutschen Theater auch Arbeiten am Theater in der Josefstadt und dem Deutschen Nationaltheater Hermannstadt. Gastspiele führten ihn u. a. nach Ungarn und Rumänien.
Bauer drehte für die ZDF-Serie Die Spezialisten, er ist in Hörspielen zu hören (u. a. Die drei ???) und als Synchronsprecher in internationalen Filmproduktionen, so für Sammi Rotibi (The Lost Symbol), Mekhi Phifer (Obsession) und Olivier Richters (Black Widow). Er arbeitete zudem als Synchronregisseur- und Dialogbuchautor.
Ab 2005 war Sascha Oliver Bauer als Regisseur im Sprech- und Musiktheater tätig mit Inszenierungen von Die Leiden des jungen Werthers, Das kalte Herz, Kleine Eheverbrechen, Der Verbrecher aus verlorener Ehre, Songs For A New World und 69. Er inszenierte das Musical Dracula in der Fassung von Frank Wildhorn  nach Bram Stokers Roman und wurde für seine Arbeit an Wildhorns Der Graf von Monte Christo bei den Musical-Wahlen 2014 als „Beste Open Air Inszenierung“ nominiert. 2015 brachte er das Broadway-Musical The Secret Garden erstmals auf eine deutsche Festspielbühne und war mit dieser Arbeit wiederum als „Beste Open Air Inszenierung“ nominiert.
Außerdem war Bauer mit mehreren seiner Filme beim „Frontale International Filmfestival“ als bester Regisseur nominiert. In Wien zeichnete er für die deutschsprachige Erstaufführung von Die Geschichte meines Lebens verantwortlich. Es folgten Inszenierungen des Musicals Sunset Boulevard von Andrew Lloyd Webber, des Theaterstücks Kunst von Yasmina Reza, Europa-Asien von Oleg und Wladimir Presnjakow in Hamburg und er führte Regie an der Alten Oper Frankfurt und am Colosseum Theater Essen. Zudem kehrte er auf die Bühne am Staatstheater Darmstadt zurück. Als Schauspieler stand er zuletzt bei der 20 Jahre Jubiläumsproduktion von „Mamma Mia!“ in Hamburg als Sam (im Film gespielt von Pierce Brosnan) auf der Bühne.
Sascha Oliver Bauer war Schauspieldirektor/Künstlerischer Intendant der Frankenfestspiele. Im Anschluss leitete er als Chef-Kurator und geschäftsführender Direktor das Cold War Museum Berlin. Der Regisseur war Gründungsmitglied des „theater am puls“ und künstlerischer Leiter von Moving Stage Wien. Er hatte Lehraufträge als Schauspieldozent und war Mitglied/Vorsitzender der paritätischen Prüfungskommission Bühnenberufe Wien für Schauspiel und Musical. Als Creative Director verantwortete er einige Jahre das Artwork der Reihe „Musicalstars in Concert“ der Konzertveranstalters sound of music concerts in Essen.  Als Geschäftsführer der Betreuergesellschaft entwickelte er die Marke Weltzeituhr Berlin, die sich mit der gleichnamigen bekannten Berliner Sehenswürdigkeit beschäftigt und leitete bereits Ende der 90er Jahre als Geschäftsführer die Veranstaltungsagentur „Hypnotica“ in Mannheim.
Zum Schluss arbeitete Bauer vorwiegend als Filmregisseur und drehte unter anderem für RTL die Soap-Serie Berlin – Tag & Nacht und führte Regie bei diversen Film- und Serienformaten.

## Filmographie (Regisseur)
- Berlin Tag und Nacht (RTL-Serie ab Staffel 14)
- Der Malteser (Kurzfilm)
- Lass Ada (Kurzfilm)
- Self/Suicide (Kurzfilm)
- Usher (Kurzfilm)
- Entfremdung (Film)
- Demystifie (Kurzfilm)
- Wo du auch bist (Werbung)
- Das Ende vom Anfang (Kurzfilm)
- Die Zeit heilt alle Wunden (Kurzfilm)
- Diverse Arbeiten Synchron-/Dialogregisseur (Dialogbuchautor)

## Regie (Auswahl Theater)
- Tosca – Giacomo Puccini
- Artus-Excalibur – Frank Wildhorn
- Nest für einen Star – Mario Wirz
- 24 Stunden Musical/Der Richtige – Tilmann von Blomberg
- Sunset Boulevard – Andrew Lloyd Webber
- Europa/Asien – Oleg und Wladimir Presnjakow
- Kunst – Yasmina Reza
- Die Geschichte meines Lebens – Neil Bartram/Brian Hill
- burnOut – Sabine Haydn
- The Secret Garden – Marsha Norman/Lucy Simon
- Gretchen 89ff. – Lutz Hübner
- Der Graf von Monte Christo – Frank Wildhorn
- My Fall – Martin Oberhauser/Sascha Oliver Bauer
- Dracula – Frank Wildhorn
- 69 – Igor Bauersima
- Das kalte Herz – Wilhelm Hauff
- Die Leiden des jungen Werther – Johann Wolfgang von Goethe
- Kleine Eheverbrechen – Eric-Emmanuel Schmitt
- Der Verbrecher aus verlorener Ehre – Friedrich Schiller
- Songs for a new world

## Rollen (Auswahl)
- Hamlet in „Hamlet“ – William Shakespeare
- Franz Moor/Karl Moor in „Die Räuber“ – Friedrich Schiller
- Mephisto in „Faust“ – Johann Wolfgang von Goethe
- Ferdinand in „Kabale und Liebe“ – Friedrich Schiller
- Woyzeck in „Woyzeck“ – Georg Büchner
- Richard III in „Richard III“ – William Shakespeare
- Estragon in „Warten auf Godot“ – Samuel Beckett
- Valerio in „Leonce und Lena“ – Georg Büchner
- Burleigh in „Maria Stuart“ – Friedrich Schiller
- Larry in „Hautnah“ – Patrick Marber
- Mozart in „Amadeus“ – Peter Shaffer
- Elling in „Elling“ – Axel Hellstenius
- Billy in „Einer flog über das Kuckucksnest“ – Ken Kesey
- Saturnin in „Titus Andronicus“ – William Shakespeare
- Kurt Tucholsky in „Schloss Gripsholm“ – Kurt Tucholsky
- Xerxes in „Die Perser“ – Aischylos
- Bendix in „Die Buddenbrooks“ – Thomas Mann
- Adam in „Adams Äpfel“ – Anders Thomas Jensen
- Monologstück „Schiller, Tod und Teufel“ – Peter Braun
- Monologstück „Finnisch“ – Martin Heckmanns
- Judas in „Jesus Christ Superstar“ – Andrew Lloyd Webber
- Peron in „Evita“ – Andrew Lloyd Webber
- Sam in „Mamma Mia!“ – Catherine Johnson/Abba
- Mickey in „Blood Brothers“ – Willy Russell

## Synchronrollen (Auswahl)
- „Obsession“ – Mekhi Phifer
- „Das verlorene Symbol“ – Sammi Rotibi
- „Black Widow“ – Olivier Richters
- „Shadow and Bone“ – Simon Sears
- „Die Nach der lebenden Toten“ (Neusynchro) – Duane Jones
- „Field Of Blood“ – John Littlefield
- „PinotNoir“, „Trauzeuge zum Verlieben“ – Matt Hamilton
- „Mumien . Ein total verwickeltes Abenteuer“ – Francesc Belda (Gesang Radames)

## Hörspiele (Auswahl)
- Unter Haien (Mendoza)
- Die Chroniken der Seelenwächter (Akil)
- Die drei ??? und der Hexengarten (Dennis Frost)
- Heliosphere 2265 (Michel)
- Die Schule der Magischen Tiere (Bruno)